# Robulammina
Robulammina es un género de foraminífero bentónico considerado un sinónimo posterior de Haplophragmoides de la familia Haplophragmoididae, de la superfamilia Lituoloidea, del suborden Lituolina y del orden Lituolida. Su especie tipo era Haplophragmoides? robulus. Su rango cronoestratigráfico abarcaba el Cretácico superior.

## Discusión
Clasificaciones previas incluían Robulammina en el suborden Textulariina del orden Textulariida, o en el orden Lituolida sin diferenciar el suborden Lituolina.

## Clasificación
Robulammina incluía a la siguiente especie:
- Robulammina robulus †, considerado también como Haplophragmoides robulus